# 큰 퍼텐셜
통계역학에서 큰 퍼텐셜(grand potential) 또는 란다우 퍼텐셜(Landau potential)은 큰 바른틀 앙상블의 특성 상태 함수다. 비가역적인 열린 계를 다룰 때 사용한다.

## 정의
큰 퍼텐셜 {\displaystyle \Phi }은 큰 바른틀 앙상블의 특성 상태 함수다. 즉, 큰 분배 함수 {\displaystyle \Xi (T,V,\mu )}가 주어지면, 큰 퍼텐셜 {\displaystyle \Phi }는 다음과 같다.
{\displaystyle \Phi (T,V,\mu )=-k_{\mathrm {B} }T\ln \Xi (T,V,\mu )}.
큰 퍼텐셜은 다른 열역학 퍼텐셜과 다음과 같은 관계를 가진다.
{\displaystyle \Phi =A-\mu N=U-TS-\mu N}.
여기서 {\displaystyle A}는 계의 헬름홀츠 자유 에너지, {\displaystyle U}는 계의 내부 에너지, {\displaystyle T}는 절대 온도, {\displaystyle S}는 엔트로피, {\displaystyle \mu }는 화학 퍼텐셜, {\displaystyle N}은 입자수다.
큰 퍼텐셜의 미분 형태는 다음과 같다.
{\displaystyle d\Phi =-SdT-Nd\mu -PdV}.
여기서 P는 압력이고, V는 부피이다.
균일한 계(homogeneous system)의 경우에는 (즉, 큰 퍼텐셜이 부피에 비례하는 크기 변수인 경우) 큰 퍼텐셜은 단순히 압력과 부피의 곱의 음수값이다.
{\displaystyle \Phi =-PV}.

## 성질
만약 우리가 고려하는 물리계가 열역학적 평형 상태에 있을 때 큰 퍼텐셜은 최소가 된다. 부피가 고정되어 있고 온도와 화학적 퍼텐셜이 변화하지 않는 상황을 생각해 보면 {\displaystyle d\Phi =0}임을 쉽게 알 수 있다.
이상 기체의 큰 퍼텐셜은 다음과 같다.
{\displaystyle \Phi =-k_{B}T\ln(\Xi )=-k_{B}TZ_{1}e^{\beta \mu }}
여기서 {\displaystyle \Xi }는 큰 분배 함수이고, kB는 볼츠만 상수, {\displaystyle Z_{1}}은 하나의 입자에 대한 분배 함수이다.

## 같이 보기
- 깁스 자유 에너지
- 헬름홀츠 자유 에너지